# Quartell
Quartell (spanisch Cuartell) ist eine Gemeinde (municipio) mit 1.657 Einwohnern (Stand: 2024) in der spanischen Provinz Valencia. Sie befindet sich in der Comarca Camp de Morvedre. 

## Geografie
Quartell liegt etwa 29 Kilometer nordnordöstlich von Valencia in einer Höhe von ca. 40 m nahe der Mittelmeerküste. Durch die Gemeinde führt die Autopista AP-7. 

## Bevölkerungsentwicklung
| Jahr      | 1920 | 1950 | 1970 | 1981 | 1991 | 2001 | 2011 | 2021 |
| Einwohner | 1073 | 1114 | 1260 | 1411 | 1337 | 1360 | 1473 | 1640 |

## Sehenswürdigkeiten
- Annenkirche (Iglesia de Santa Ana)
- Palast der Grafen von Faura (Palacio de Cuartell)
- Rathaus

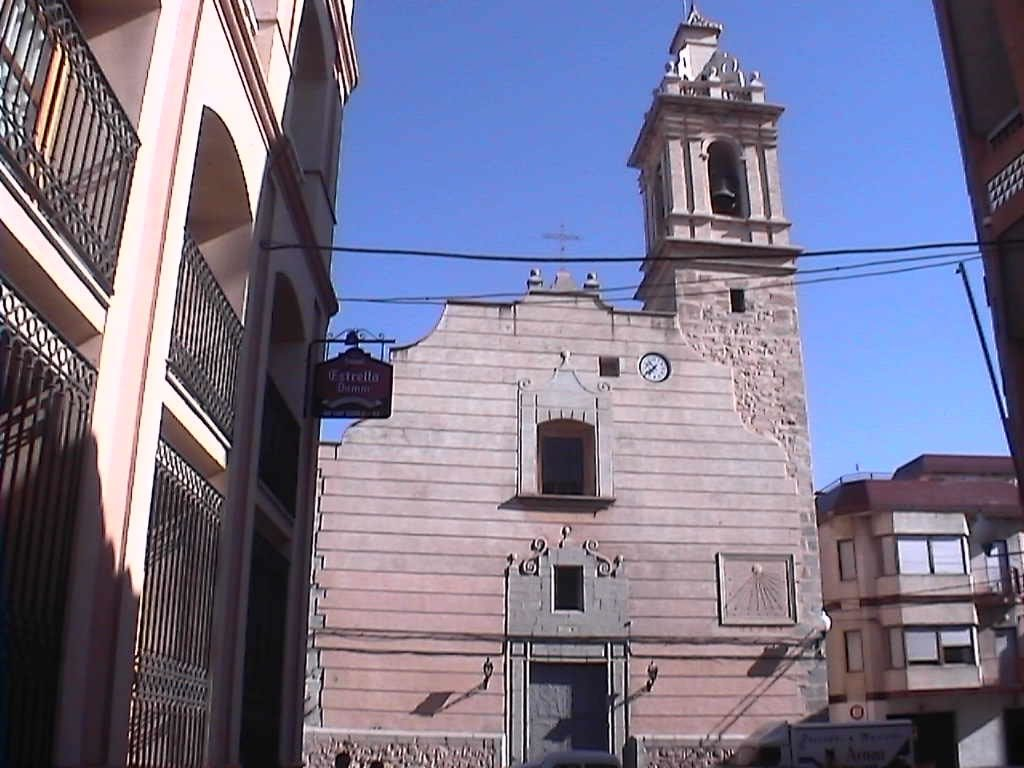
Annenkirche
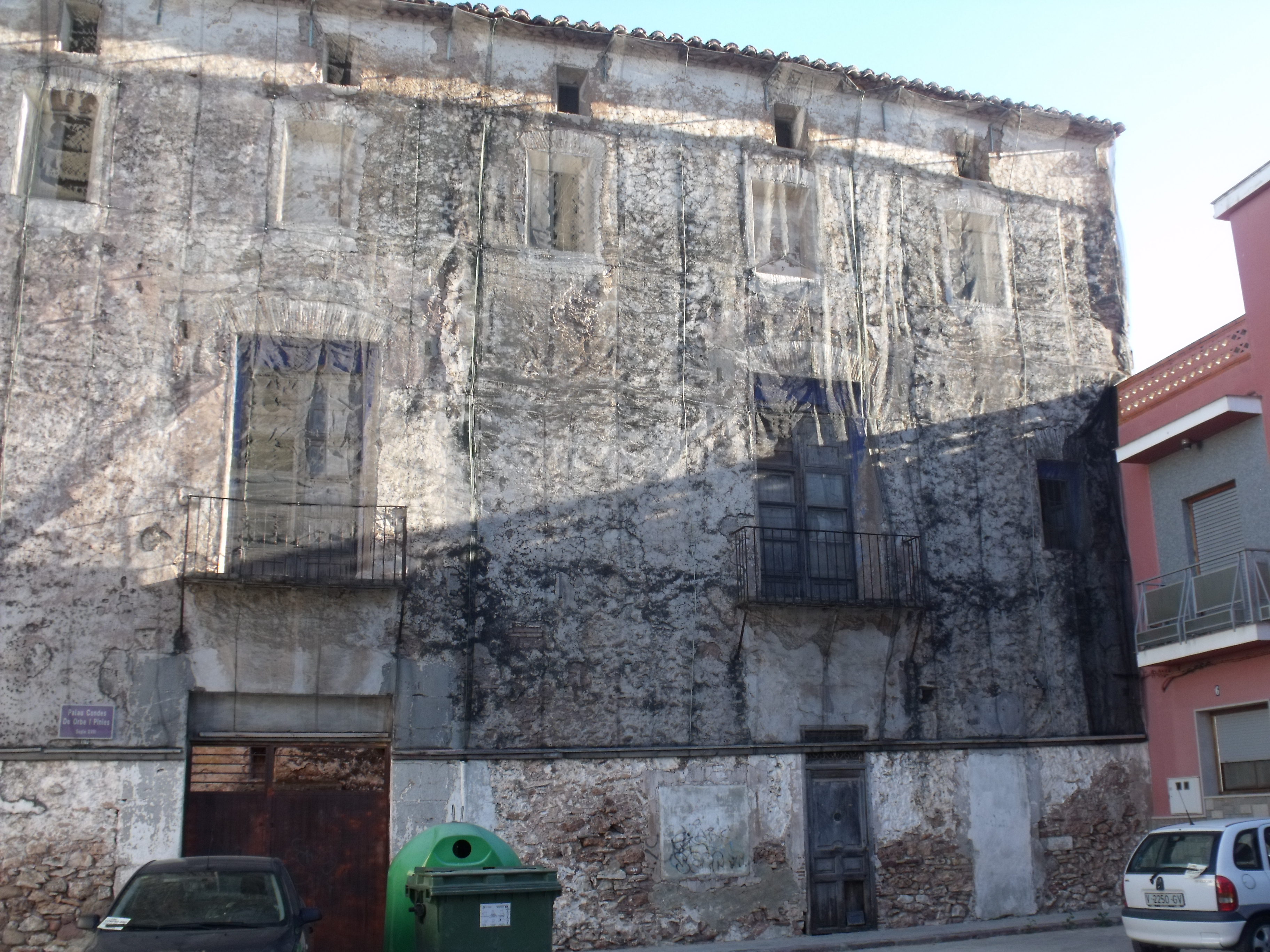
Grafenpalast